# Néstor Rafael Herrera Heredia
Néstor Rafael Herrera Heredia (ur. 23 października 1933 w Pujili) – ekwadorski duchowny rzymskokatolicki, w latach 1982-2010 biskup Machala.

## Życiorys
Święcenia kapłańskie przyjął 21 lipca 1957. 14 stycznia 1982 został mianowany biskupem Machala. Sakrę biskupią otrzymał 14 lutego 1982. 22 lutego 2010 przeszedł na emeryturę.